# Hogna maasi
Hogna maasi är en spindelart som först beskrevs av Willis J. Gertsch och Wallace 1937.  Hogna maasi ingår i släktet Hogna och familjen vargspindlar. Inga underarter finns listade i Catalogue of Life.